# Spanish Lookout Cay
Spanish Lookout Cay är en ö i Belize. Den ligger i distriktet Belize, i den östra delen av landet, 80 km öster om huvudstaden Belmopan.